# NASCAR Rivals
NASCAR Rivals est un jeu vidéo de course simulant la saison 2022 de la NASCAR Cup Series. Il est développé et édité par Motorsport Games et sorti le 14 octobre 2022 exclusivement sur Nintendo Switch.

## Système de jeu

### Fonctionnalités
Dans un communiqué de presse, Motorsport Games a annoncé de nombreuses fonctionnalités du jeu, parmi d'autres fonctionnalités préexistantes des anciens jeux. Dans ce bulletin, Motorsport Games promettait "une variété de modes différents", y compris un mode carrière, un mode défi où le joueur joue certains scénarios dans les courses NASCAR, et un mode race now qui permet au joueur de courir n'importe quelle piste dans le jeu avec n'importe quel pilote. De plus, Motorsport Games a également promis une cabine de peinture améliorée pour les voitures personnalisées et trois modes multijoueurs : écran partagé, multijoueur en ligne avec 16 joueurs et multijoueur local avec huit joueurs,.

## Sortie
Le 23 juillet 2022, le site de course eSport Traxion a annoncé qu'Amazon avait listé un nouveau jeu vidéo de Motorsport Games sur son site de vente appelé "NASCAR Rivals".
Dans un communiqué de presse du 17 août 2022, Motorsport Games a officiellement annoncé que le jeu sortirait le 14 octobre 2022, avec des précommandes commençant le 24 août. Motorsports Games a également indiqué qu'une bande-annonce de gameplay du jeu serait publié le 24 août.